# مبارز قهرمان: از بغداد تا پکن
مبارز قهرمان: از بغداد تا پکن (به انگلیسی: Warrior Champions: From Baghdad to Beijing) فیلم مستند آمریکایی محصول سال ۲۰۰۹ به کارگردانی
برادران رینود است. فیلم روایتگر چهار داستان جداگانه از سربازان آمریکایی آسیب دیده در جنگ عراق و تلاش آن‌ها برای ورود به تیم پارالمپیک آمریکا برای شرکت در رقابت‌های پارالمپیک پکن ۲۰۰۸ است.

## ورزشکاران معرفی شده در فیلم
- کورتنی کلمنس (دو و میدانی)
- کالوس لئون (پرتاب وزنه)
- ملیسا استاکول (شنا)
- اسکات وینکر (پرتاب وزنه)